# San Nicolò Gerrei
San Nicolò Gerrei är en ort och kommun i provinsen Sydsardinien i regionen Sardinien i sydvästra Italien. Kommunen hade 769 invånare (2017).